# Liên đoàn Điều tra viên UFO
Liên đoàn Điều tra viên UFO (tiếng Anh: UFO Investigators League, viết tắt UFOIL) là nhóm điều tra hiện tượng UFO ở Mỹ do Timothy Green Beckley thành lập vào đầu thập niên 1970. Nhóm này vốn là thành viên của Liên hiệp nhà UFO học Liên quan (Coalition of Concerned Ufologists) và được phân chia thành các chi hội tiểu bang ở một vài nơi trên toàn nước Mỹ.
Nhóm tái xuất hiện vào năm 1990 tại địa chỉ sau: Box 753, New Brunswick, New Jersey 08903. Lúc này nhóm đang tìm cách mở rộng mạng lưới điều tra viên UFO quốc tế. Các đặc quyền của hội viên bao gồm thẻ hội viên, chứng chỉ điều tra viên, sổ tay hướng dẫn thực địa và đăng ký nhận bản tin của nhóm.

## Ấn phẩm
- UFO Investigators League Field Manual (Sổ tay hướng dẫn hiện trường của Liên minh Điều tra viên UFO). Harold D. Salkin và Timothy Green Beckley chủ biên. 1979. Sửa đổi 1992.
- UFO Spotters Newsletter (Bản tin Người theo dõi UFO). 1990.
- Govt.-Alien Liaison? Top-Secret Documents (Liên lạc viên ngoài hành tinh của chính phủ? Tài liệu Tối mật). New Brunswick, NJ: UFO Investigators League, D.d.[2]

## Chi hội tiểu bang

### Kentucky (KUFOIL)
Chi hội này được John Daily, Giám đốc và điều tra viên chính thành lập vào năm 1981. KUFOIL gồm có hai nhà điều tra hiện trường tài năng là Gary Webster và Rick Ziegler. KUFOIL đặt trụ sở tại Covington, Kentucky. Chi hội này có thu phí hội viên hàng tháng, phần lớn là do chi phí cao cho việc tái bản sổ tay thực địa của họ, dựa trên cuốn Sổ tay hướng dẫn sử dụng UFOIL và Sổ tay MARCEN. Nhóm còn tiến hành điều tra về các vụ ma ám và những vụ chứng kiến Bigfoot ngoài UFO. Báo cáo sụt giảm và số lượng thành viên giảm dần dẫn đến sự tan rã của các nhóm thuộc KUFOIL vào cuối năm 1982.

#### Những vụ nổi tiếng
- Vụ bãi đậu xe kéo rơ moóc Công viên Tiểu bang Big Bone Lick vào năm 1981. Bãi đậu xe kéo rơ moóc này không còn tồn tại đến ngày nay, nhưng cư dân ở đó vào đầu thập niên 1980 đã trình báo kể về việc nhìn thấy Bigfoot.
- Vụ Quái vật Fouke (Arkansas) vào tháng 4 năm 1982.[6]

### Ohio (OUFOIL)
Tài liệu tham khảo sớm nhất về nhóm này cho rằng OUFOIL sở hữu cả một đường dây nóng UFO hoạt động vào năm 1973. Giám đốc OUFOIL là Charles Wilhelm và vợ ông Geri, đặt trụ sở tại Fairfield, Ohio. Một địa điểm phụ là ở Dayton, Ohio và do Giám đốc Điều tra Richard Hoffman nắm quyền điều hành. OUFOIL đã điều phối dữ liệu đầu vào thô trong thời gian nổi lên làn sóng UFO vào năm 1973 với sự hợp tác của nhà nghiên cứu Leonard H. Stringfield. Ngoài ra, OUFOIL cũng là đơn vị đăng cai tổ chức Hội nghị chuyên đề MUFON năm 1978 tại Dayton, Ohio. Ron Schaffner, nhà xuất bản của tạp chí động vật học thần bí nhan đề Creature Chronicles, lên làm Giám đốc Điều tra sau khi Richard Hoffman rời bỏ vị trí của mình. Ông gia nhập OUFOIL vào năm 1976 sau khi tìm thấy một một tờ rơi quảng bá dịch vụ công cộng trong một phòng tin tức quảng cáo cho nhóm này.

#### Những vụ nổi tiếng
- Vụ chứng kiến UFO hạ cánh và sinh vật hình người xuất đầu lộ diện ở Goshen, Ohio vào năm 1973. Wilhelm đã đến khu vực này vài ngày sau khi sự kiện xảy ra và phỏng vấn các nhân chứng. Không có bằng chứng dấu vết vật lý nào được tìm thấy quanh đây.
- Vụ Thằn lằn Loveland (Ohio) vào tháng 3 năm 1972, được OUFOIL mở lại vào năm 1976. Hai cảnh sát đã chứng kiến một sinh vật "cao ba hoặc bốn feet, nặng khoảng 50 đến 75 lbs. Cơ thể của sinh vật này trông như da bị sần sùi và có khuôn mặt y hệt loài ếch hoặc thằn lằn".[9]
- Vụ Người bướm năm 1966, được OUFOIL mở lại vào mùa hè năm 1976. Các nhà điều tra đã đến Point Pleasant, Tây Virginia để phỏng vấn các nhân chứng.
- Vụ Sinh vật lạ ở Quận Preble, Ohio Lưu trữ ngày 18 tháng 9 năm 2007 tại Wayback Machine năm 1977. Chính quyền quận đã xem xét các khả năng liên quan đến UFO, vì vậy họ bèn tìm tới liên hệ với OUFOIL.[10]
- Vụ UFO hạ cánh ở Ross, Ohio (ngày 10 tháng 4 năm 1983). Ba điều tra viên của OUFOIL đã đến hiện trường với các thiết bị điều tra vào cùng đêm xảy ra vụ hạ cánh này, nhưng chẳng ai tìm thấy điều gì bất thường ngoài những vết lồi lõm xung quanh và cành cây bị gãy.[11]

#### Ấn phẩm
- The Ohio Skywatcher (Người quan sát bầu trời Ohio) - do R.C. LITHO in ấn và xuất bản, Cincinnati, OH.[12]